# Chiesa di San Martino (Viggiù)
La chiesa di San Martino di Viggiù sorge su una piccola altura, un tempo quasi completamente terrazzata e coltivata (oggi incolta verso Sud ed edificata verso Nord), situata a meridione del nucleo abitato. Vi si accede mediante una piccola strada a "rizzada", che si stacca dalla comunale Viggiù - Baraggia, il cui ingresso è segnato da un arco settecentesco. Lungo la strada di accesso alla chiesa sorgono le cappelle della via Crucis, con bassorilievi bronzei, opera novecentesca dello scultore viggiutese Giacomo Buzzi Reschini.
L'area in cui sorge la chiesa, secondo la tradizione e le testimonianze archeologiche, ha sempre costituito un luogo di particolare rilievo anche al tempo dei Romani, testimoniato dalla scoperta di monete romane e dai resti di un sarcofago tardo-romano, rinvenuto nei dintorni e visibile all'esterno della chiesa.
L'edificio, in origine prima chiesa parrocchiale viggiutese, nel seicento divenne cappella privata della famiglia dei Longhi, che svolgeranno un ruolo di primo piano nell'architettura della Roma seicentesca, che la adibì a mausoleo di famiglia e la arricchirono di arredi sacri e preziosi.
La chiesa, con elegante portale cinquecentesco (con al centro lo stemma dei Longhi), ha pianta ad aula profonda e riflette al suo interno la semplicità che ne caratterizza la parte esterna; le pareti, senza alcuna decorazione, illuminate a mezzogiorno da due semplici finestre ogivali, conducono lo sguardo dell'osservatore verso la pala dell'altare, che rappresenta la Crocifissione.